# Российская оккупация Харьковской области
Российская оккупация Харьковской области в ходе российско-украинской войны продолжается с 24 февраля 2022 года. Треть территории области была захвачена в первые дни полномасштабного вторжения России в 2022 году. 27 февраля Вооружённые силы Российской Федерации подошли к окраинам Харькова, однако так и не смогли взять город. После этого наступление на Харьков застопорилось и в мае войска были отведены. Однако бои на территории области продолжались. К апрелю российская армия захватила ключевые транспортные направления региона — Купянск, Изюм, Балаклею.
Большинство оккупированных территорий Харьковской области были освобождены в ходе контрнаступления ВСУ 7-11 сентября 2022 года — за это время украинские военные смогли вернуть контроль над более чем 544 поселениями (примерно 3000 км²). Российская армия в спешке покинула оккупированные города, оставляя за собой десятки единиц целой и повреждённой техники, тонны боеприпасов. Эксперты охарактеризовали стремительное отступление российских войск как одно из самых масштабных поражений российской армии в ходе войны.
В мае-июле на контролируемых Россией территориях была создана оккупационная администрация. «Военно-гражданскую администрацию Харьковской области» возглавил подполковник ЛНР Виталий Ганчев, а «Совет министров администрации Харьковской области» — бывший мэр Краснодара Андрей Алексеенко. По мнению экспертов, создание нового органа власти было связано с желанием России организовать в Харьковской области «референдум по вхождению в состав России» в ноябре 2022 года. Однако планы российского командования не были осуществлены — 9 сентября члены оккупационной администрации покинули регион в связи с начавшимся контрнаступлением украинской армии. На начало января 2023 года российская армия удерживала небольшую и малонаселённую часть области на границе с Луганской областью и Россией.
Харьковская область вошла в пятёрку наиболее пострадавших регионов по разрушениям жилищного фонда. В ходе боевых действий было повреждено или уничтожено около 94 объектов культурного наследия, более 4800 объектов инфраструктуры и 4200 жилых дома. Около 150 тысяч человек остались без жилья.
В ходе оккупации региона количество жертв среди гражданского населения превысило 1600, из них 74 — дети. После деоккупации Изюма в городе были обнаружены несколько массовых захоронений, в крупнейшем из которых находились 447 тел, около 30 из которых имели следы пыток.
По данным доклада правозащитной организации Human Rights Watch, оккупированная в 2022 году часть области подвергалась насильственной русификации вплоть до её освобождения украинской армией.

## Хроника оккупации

Карта нападения российских войск на Украину, начавшегося 24 февраля 2022 года

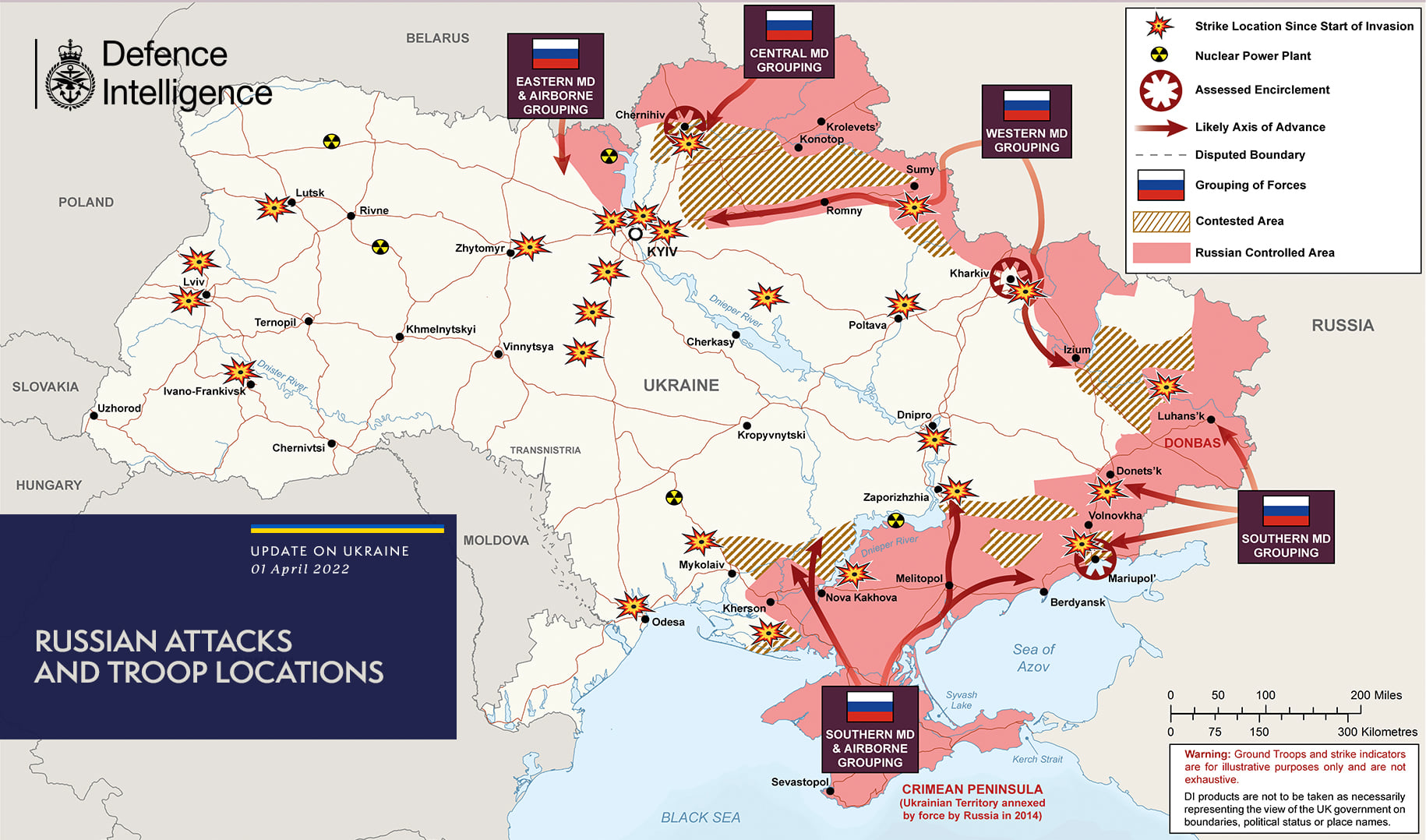
Карта боёв на востоке Украины по состоянию на 1 апреля 2022

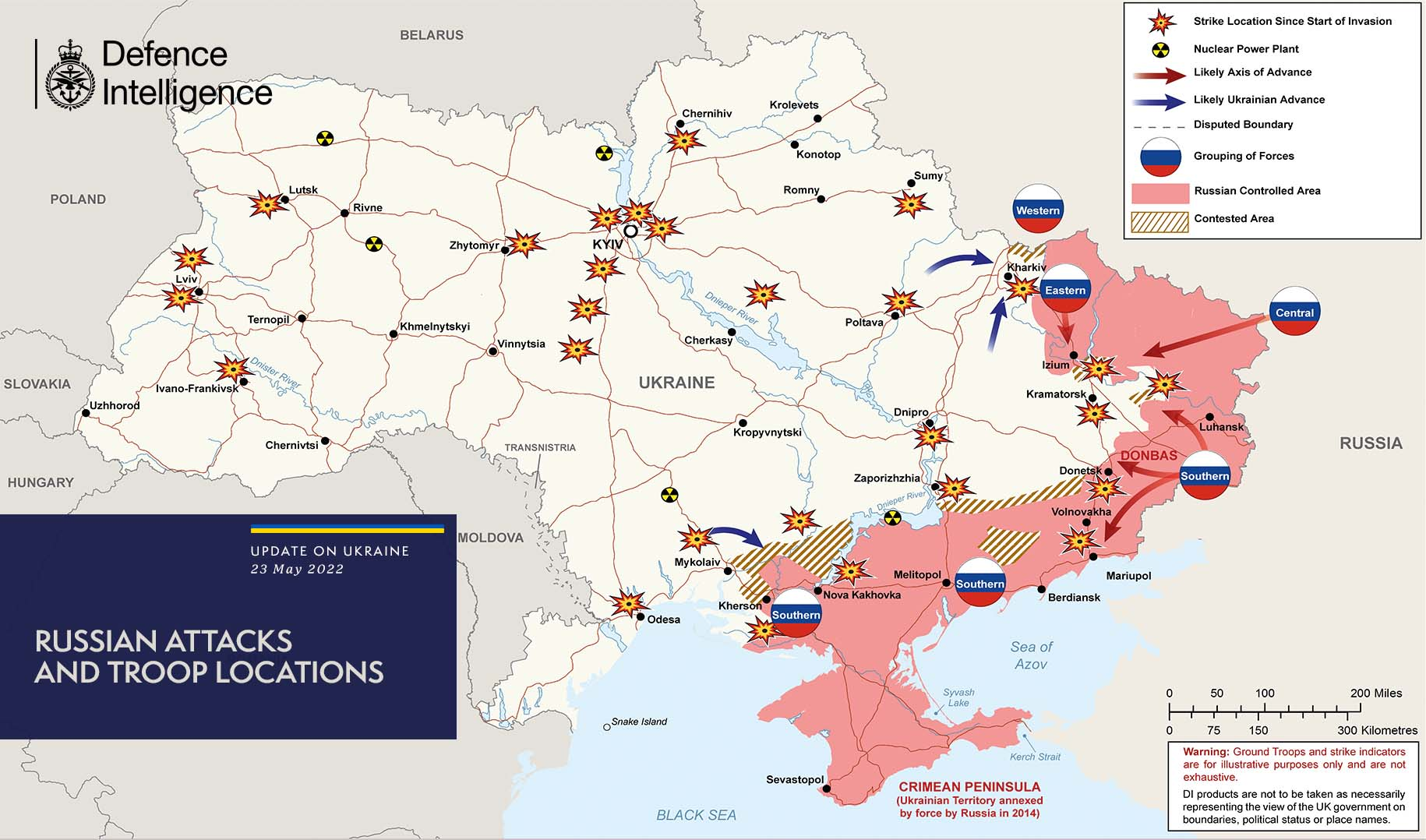
Карта боёв на востоке Украины по состоянию на 23 мая 2022

Харьковская область имеет общую границу с Россией, её областной центр Харьков расположен всего в 80 километров от российского Белгорода. Во время полномасштабного вторжения российской армии в феврале 2022 года регион был атакован одним из первых. Наступление на область велось сухопутными частями (1-й гвардейской танковой армией) и сопровождалось обстрелами из реактивных систем залпового огня («Ураган» и «Смерч») прямо с территории России. 25 февраля советник руководителя Офиса президента Украины Михаил Подоляк заявил, что ситуация на харьковском направлении является одной из самой тяжёлой по стране.
Российская армия ставила перед собой цель захватить Харьков и обеспечить контроль над ключевыми транспортными пунктами — Изюмом и Купянском. За первые несколько дней войска армии РФ смогли значительно продвинуться в регионе. 25 февраля начались ожесточённые бои на ключевых дорогах, ведущих в Харьков. Однако Вооружённые силы Украины (ВСУ) оказали значительное сопротивление, в том числе и благодаря предоставленным США противотанковым комплексам Javelin. В результате российской армии не удалось взять Харьков и наступление на этом направлении застопорилось. Однако город продолжали активно обстреливать как с территории России, так и с захваченной Россией территории региона.
Несмотря на неудачные попытки захватить Харьков, российские войска продолжали наступление на севере и востоке области. В последние дни февраля были взяты важные железнодорожные узлы региона — город Купянск и посёлок Шевченково. Купянск, расположенный в 40 км от границы с Россией, использовался оккупационными войсками для переброски подкрепления на изюмском направлении. 3-го марта без боя была взята Балаклея. Город планировали использовать в качестве плацдарма для будущего наступления на Харьков, поскольку оттуда открывался прямой путь на город.
С марта по апрель продолжались бои за Изюм и Харьков. 2-го апреля российские войска смогли захватить так называемые «ворота в Донбасс» — город Изюм, расположенный рядом с автомобильной трассой М-03 (E-40), соединяющей Харьков со Славянском в соседней Донецкой области. Армия РФ планировала использовать Изюм в качестве плацдарма для наступления на Донбасс. В самом городе был расположен военный приборостроительный завод, входящий в состав «Укроборонпром». Его важность состояло в том, что это было единственное в Украине предприятие, изготавливающее оптическое стекло для большинства приборов наблюдения и ночного видения украинской бронетехники и компоненты лазерной системы наведения для противотанковых комплексов «Стугна» и «Корсар». После начала войны на востоке Украины в 2014 году Украина использовала трассу М-03 для снабжения группировок в подконтрольной Украине части Донбасса, штаб которой находится в Краматорске. Контроль над Изюмом являлся частью стратегии России по окружению украинских сил на Донбассе с севера, однако все попытки продвинуться на этом направлении так и остались неуспешными. На конец апреля российская армия контролировала около 40 % поселений Харьковской области, включая Волчанск, Шевченково, Купянск, Балаклею, Боровую, Великий Бурлук, Двуречную, Липцы. Не во всех населённых пунктах был установлен оккупационный режим — некоторые из них россияне использовали в качестве транзитных зон для техники и живой силы. Одновременно с этим продолжались бомбардировки и обстрелы Харькова.
В середине апреля украинские войска смогли освободить ряд поселений Харьковской области, включая Лебяжье, Базалеевку и часть Кутузовки. Одновременно шли активные бои по направлению Изюма и Харькова. К середине месяца российское руководство отказалось от планов по захвату Харькова — украинские войска провели успешную операцию по защите и укреплению обороны города. 15 мая западные военные эксперты объявили, что Украина выиграла «битву за Харьков». В результате линия фронта сместилась к северу от областного центра, в сторону российской границы, а также на восток — на изюмское направление. На середину мая 20-25 % территории Харьковской области находились под российской оккупацией. Выведенные из-под Харькова войска были направлены в сторону Рубежного и Северодонецка для продолжения наступления на Донбасс.
В конце июля российские войска возобновили атаки к северо и юго-западу от Изюма. Были проведены безуспешные попытки штурма Чепеля, Щуровки, Гусаровки, Дмитровки и Бражиковки. В качестве плацдарма для нападения использовали уже захваченные позиции в районе Балаклеи. На фоне общих неудач в регионе Институт изучения войны озвучил мнение, что попытки наступления были связаны с приказом Владимира Путина о взятии Харькова и неоккупированной части Харьковской области.

## Освобождение

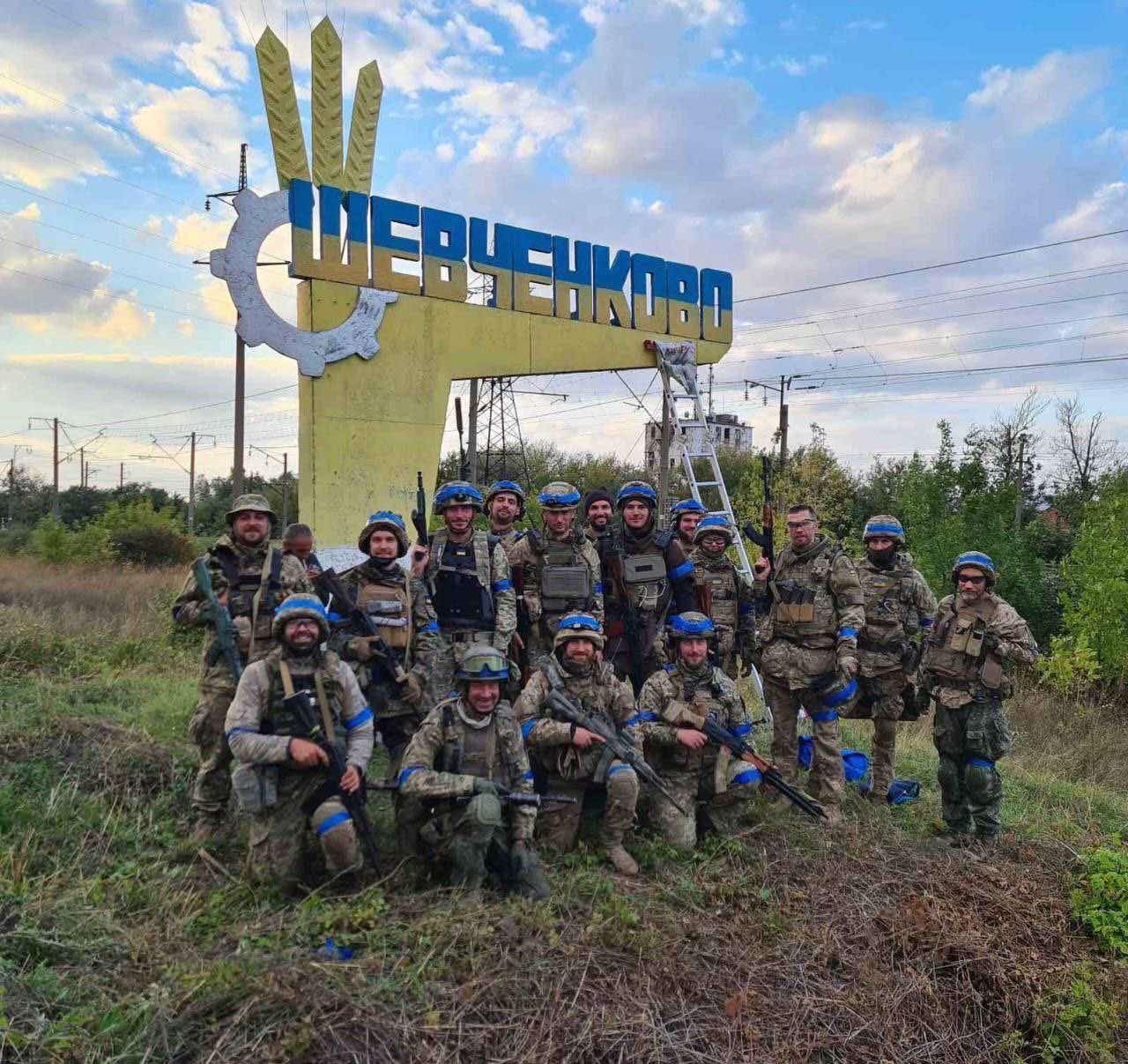
Силы территориальной обороны Украины у свежеокрашенной стелы на въезде в Шевченково, сентябрь 2022 года

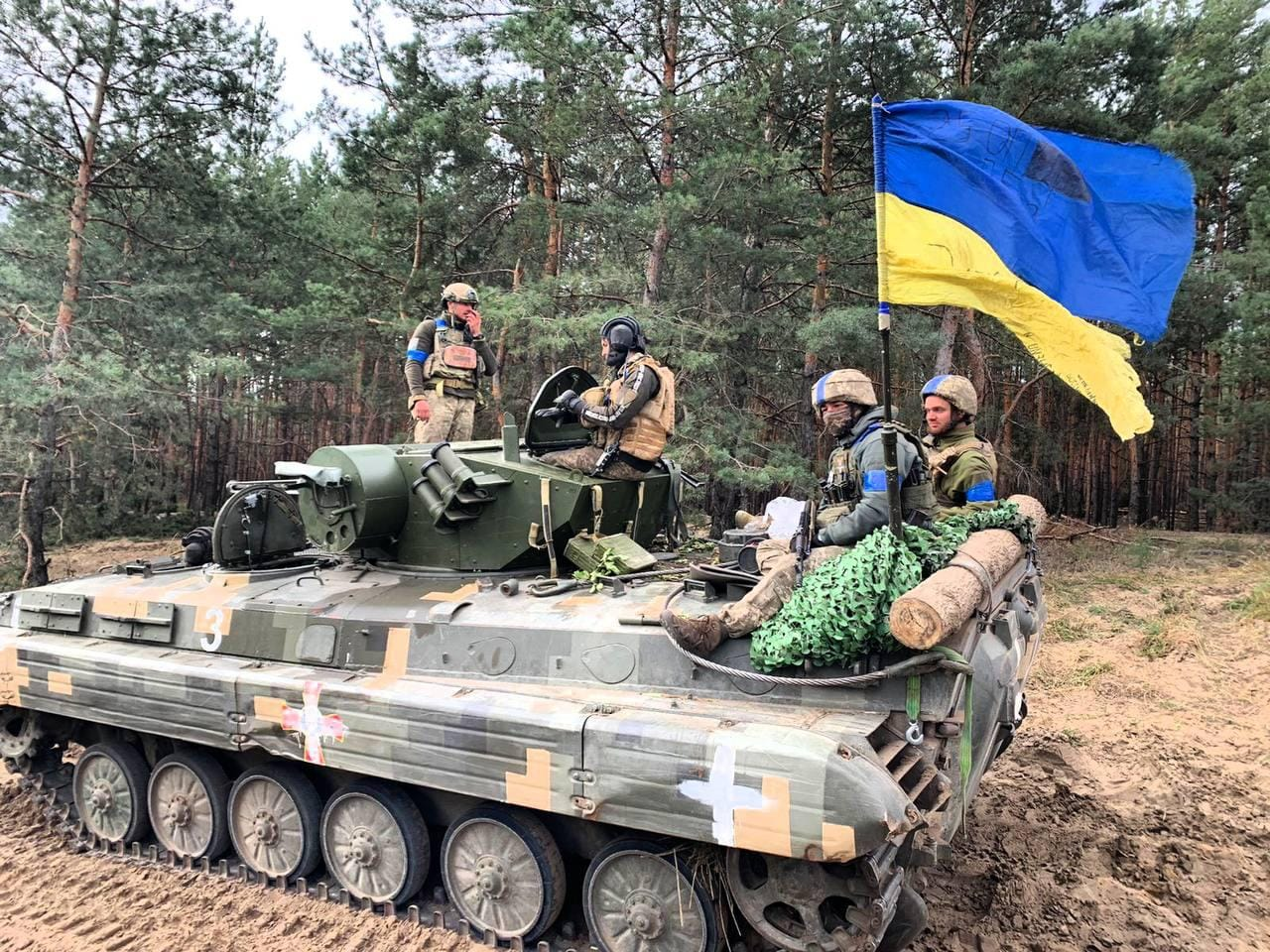
Украинская танковая бригада во время контрнаступления украинских войск в Харьковской области, сентябрь 2022 года

В начале сентября украинские войска осуществили масштабное контрнаступление по восстановлению контроля над Харьковской областью. С 7 по 11 сентября ВСУ выполнили все намеченные цели. 8 сентября была деоккупирована Балаклея, 10 сентября — западная часть Купянска и Изюм, где размещался основной штаб группировки российских войск. К 11 сентября украинская армия вышла к границе с Россией. Всего за шесть дней был возвращён контроль над 3000 км² оккупированной территорией. Российская армия была вынуждена в спешке покинуть захваченные города и поселения, оставляя за собой десятки единиц целой и повреждённой техники, тонны боеприпасов. Многие военные скрывались на гражданском транспорте, взятом у местного населения. За время операции в Харьковской области украинская армия повредила или уничтожила не менее 338 единиц российской военной техники и освободила около 544 населённых пунктов. В результате успешного контрнаступления солдаты армии РФ практически полностью покинули Харьковскую область, что также нарушило планы командования РФ по наступлению на Донбасс с севера. Часть жителей ранее подконтрольных России регионов были вынуждены эвакуироваться в Россию. Военный эксперт Матье Булег объяснил успех ВСУ двумя факторами — переброской сил РФ на херсонское направление, а также недостатком ошибками военного командования, недостатком средств и военной техники противостоять наступлению ВСУ. Другие эксперты также указывают на то, что с конца весны фронт в Харьковской области удерживался слабыми мобилизованными силами ЛНР и ДНР.
На 6 декабря 2022 года, по информации руководителя Главного управления Национальной полиции Украины в Харьковской области Владимира Тимошко, под контролем российских войск оставалось 28 населённых пунктов на границе с Луганской областью, в которых проживало около 200—300 человек.

### После деоккупации
Сразу после деоккупации большей части Харьковской области туда начала массово поступать гуманитарная помощь — продукты, гигиенические наборы, одеяла, другие предметы домашнего обихода. В регион стали возвращаться люди, ранее уехавшие из-за активных военных действий, открылись кафе и другие публичные места. Одновременно начались масштабные работы по восстановлению разрушенной инфраструктуры — мостов и дорог. В мае в Харькове была восстановлена работа метро. Весной британский архитектор Норман Фостер начал разработку плана по послевоенной реконструкции Харькова. Деньги на его восстановление планирует выделить Европейский союз. О готовности помочь в восстановлении региона заявило и правительство Польши. Сбор средств также осуществляется и с помощью пожертвований. Так, в декабре в Париже прошла презентация благотворительного фонда Елены Зеленской, в ходе которой провели благотворительный сбор средств на восстановление самой большой больницы в Харьковской области — Центральной городской больницы Песчанской Богоматери в Изюме. В сентябре правительство Украины выделило Харьковской области из резервного фонда 400 млн ₴ на ликвидацию последствий боевых действий.
По состоянию на декабрь 2022 года российская армия продолжает обстреливать область. В ответ на успешное контрнаступление ВСУ, начиная с октября армия РФ начала наносить удары по объектам критической инфраструктуры в Украине, включая электростанции. В результате массированных ракетных атак в октябре-декабре 2022 года Харьковская область была несколько раз полностью обесточена; в отдельных частях не было водоснабжения и мобильной связи.

## Оккупационная администрация
В мае на подконтрольных России территориях Харьковской области была создана «Военно-гражданская администрация» (ВГА), реализующая политику Москвы на оккупированной территории. Главой ВГА в Харьковской области был назначен подполковник ЛНР Виталий Ганчев. Административным центром был Купянск — второй по величине город оккупированной Харьковской области, находящийся далеко от линии фронта, проходящей возле Изюма. В июне-июле 2022 года оккупированные России территории посетили первый заместитель главы Администрации президента России Сергей Кириенко, Первый заместитель председателя Совета Федерации Федерального собрания Российской Федерации Андрей Турчак, заместитель председателя Комитета Государственной Думы по делам СНГ Артём Туров. Целью их визита было открытие «гуманитарного» отделения «Единой России». После этого ВГА в июле предприняла ряд шагов по подготовке аннексии региона Россией:
- был утверждён новый флаг и герб Харьковской области. На них был изображён золотой двуглавый орёл с геральдическим щитом и державой — «символ исторических корней Харьковской области как части русских земель»[75][76][77];
- в местных школах планировали преподавание по учебникам истории России[75]. Для обучения школьников в Купянск привозили учителей из России[78];
- пенсионные выплаты были переведены на рубли[75][79];
- планировалась выдача российских паспортов местному населению[75];
- автовладельцам начали выдавать российские номерные знаки[75];
- переподключение сетей электричества и телефонной связи к российским системам[80];
- подписание соглашения о сотрудничестве с главами ЛНР и ДНР Леонидом Пасечником и Денисом Пушилиным, в рамках которого планировался вывоз зерна и семян подсолнечника на территорию России[75].

19 августа на оккупированной части Харьковской области российские войска создали «Совет министров администрации Харьковской области». Председателем стал бывший мэр Краснодара Андрей Алексеенко. Орган номинально подчинялся главе «Военно-гражданской администрации», однако на практике обладал большей властью. По мнению экспертов, создание нового органа власти было связано с желанием России организовать в Харьковской области «референдум по вхождению в состав России». Это подтверждали и сообщения местных жителей оккупированных территорий. Так, в Балаклее российские солдаты выдавали населению гуманитарную помощь взамен получения паспортных и идентификационных данных. Согласно рассекреченным впоследствии документам, «референдум» планировали провести с 1 по 7 ноября 2022 года, с предварительным результатом в 75 % в сторону «присоединения» к России. Однако планы российского командования не были осуществлены — 9 сентября ВГА и члены «областного правительства» сперва покинули Купянск, перенеся администрацию в Волчанск, а с 12 сентября полностью покинули регион в связи с начавшимся контрнаступлением украинской армии, расположившись в российском Белгороде.

## Жизнь населения в оккупации
Балаклею захватили почти сразу. Мы с мужем всегда были проукраинскими, но решили оставаться из-за парализованного после двух инсультов папы. Многие приветствовали "русский мир" и даже шли на сотрудничество. Было много доносов - сдавали проукраинских людей, бывших АТОвцев. Атмосфера - как в 30-е годы прошлого века.
После каждой ротации россиян было мародерство. На наших глазах они вскрыли магазин, также ограбили рыбацкую лавку, где в частности продавалась военная форма и снаряжение. Было и такое, что прямо посреди улицы забирали у людей авто. У наших соседей украли мото- и квадроцикл.
Часто они ходили по домам и проверяли телефоны. В один из таких раз мою подругу забрали из-за видео с движением колонны российской техники. Такое видео было у многих, ведь когда они заходили в город, люди это снимали. На следующий день ее муж пошел освобождать, но его самого избили, потому что нашли переписку, в которой он называл русских военных "орками" и "кацапами". С тех пор ходить с телефоном было очень страшно.
Когда в июле стало совсем невыносимо жить под оккупацией, мы с мужем решили выезжать транзитом через РФ. Предупредили всех, что завтра едем, и сидели общались с соседями на лавочке, когда к дому подъехала группа захвата в составе шести-семи человек в масках с автоматами. Они обыскали каждый ящик, забрали компьютер, ноутбук, телефоны, документы. Нас отвезли в местное отделение полиции, перед воротами набросили мешки на голову и провели в разные камеры.
Тут живут люди. Но это почти не заметно. На улицах пусто. Одинокие пешеходы и велосипедисты быстро скрываются во дворах. По одной из главных улиц несколько пожилых людей везут на тачках деревянные чурки на дрова. По словам жителей, во время оккупации россияне запрещали им рубить деревья, а сейчас заходить в лес запрещено из-за остающихся там мин и неразорвавшихся снарядов.
Почти все, с кем я общался, рассказывали истории о людях, которым взрывом мины-«лепестка» отрывало стопы. В городе этих мин до сих пор очень много. Из-за зеленого цвета их трудно разглядеть в траве, поэтому все стараются ходить по одним и тем же тропинкам. Эти мины трудно находить еще и потому, что они пластиковые — металлоискатель на них не реагирует. Как-то раз я увидел надпись на воротах: «Здесь живут мины».
В одном из дворов женщина топит самодельную печку газетами «Харьков Z». Говорит, что хорошо горят. Ей было непонятно, почему газеты, которые раздают в Изюме, так называются и почему в них нет ни слова об их городе. Все шесть месяцев оккупации горожане не знали, что происходит в Изюме, не говоря уже о новостях из других городов Украины — Ирпеня, Бучи, Чернигова и Бородянки. Из «матюгальника» на площади каждое утро звучал гимн России. Днем играли песни 1960-х и «их проклятый рэп», сказала мне одна из местных женщин.
Ситуация во многих оккупированных городах Харьковской области была охарактеризована как гуманитарная катастрофа. Местное население зачастую не имело доступа к воде, электричеству, газу, лекарствам, медицинской помощи. Люди питались старыми запасами или едой, раздаваемой российскими военными. Некоторые были вынуждены месяцами укрываться от обстрелов в подвалах и готовить на кострах во дворах своих домов. Общественный транспорт не работал или работал с большими перебоями, поэтому местное население использовало велосипеды. Чтобы выжить, люди самоорганизовались для оказания друг другу помощи. Так, уборщики и мусорщики Харькова начали выходить на работу в бронежилетах, чтобы очищать город от вызванного обстрелами мусора, а местные волонтёры активно помогали с эвакуацией — всего за один день, 30 мая, водители помогли более чем 1500 людям бежать с оккупированной территории.
Существуют многочисленные свидетельства о фильтрации, проводимой российскими солдатами. Из домов забирали и увозили в неизвестном направлении бывших военных и проукраински настроенных жителей, в некоторых случаях даже матерей солдат ВСУ. Так, под Изюмом похитили и убили украинского писателя Владимира Вакуленко. Без вести пропал и выступающий против российской оккупации депутат Купянска Николай Маслий. После деоккупации в помещении полицейского отделения в Балаклее была найдена «пыточная комната». Житель Купянска сообщал, что рейды по домам сопровождались военизированной полицией РФ или вооружёнными чеченскими боевиками и чаще всего совершались ночью или рано утром. В некоторых случаях, по его словам, оккупационные власти брали взятки за освобождение задержанного мужа или сына. В конце октября украинской милицией было зафиксировано более 1000 случаев задержания людей в отделениях милиции и изоляторах временного содержания по всей области.

## Коллаборационизм
Захват Харьковской области имел для России важную символическую роль — благодаря большой доле русскоязычного населения регион считался «пророссийским». В 2014 году, после свержения Виктора Януковича во время Евромайдана, Харьков стал центром спланированных Россией усилий по сплочению оппозиции новому правительству в Киеве и восстановлению Януковича у власти. Тогдашний мэр Геннадий Кернес провёл съезд пророссийских политиков и чиновников из преимущественно русскоязычных регионов востока и юго-востока Украины. Проводились попытки по созданию «Харьковской народной республики». Несмотря на неудачу, впоследствии это привело к распространению риторики среди российской пропаганды об угнетениях русскоязычных жителей Украины.
После начала полномасштабного вторжения часть населения приветствовала наступление российской армии — некоторые сотрудничали добровольно, а кто-то получал денежное вознаграждение за кооперацию с российскими военными. Однако проведённые СМИ после деоккупации опросы показали, что отношение жителей Харьковской области к России значительно изменилось. В марте президент Украины Владимир Зеленский подписал указ о борьбе с коллаборационизмом внутри страны, по которому сотрудничающим с Россией грозит до 15 лет лишения свободы. Только за первые полтора месяца в Харьковской области обвинения по новому закону были предъявлены 400 людям. Среди них — некоторые местные чиновники, которые сдали без боя поселения россиянам в первые дни войны. Так, ещё 28 февраля по подозрению в государственной измене был задержан мэр поселения Южный Александр Брюханов. 23 июня ему был вынесен приговор в виде в виде пяти лет лишения свободы с испытательным сроком в два года. На договор с российской армией пошёл и мэр Купянска Геннадий Мацегора. Вскоре украинская прокуратура заявила, что подозревает Мацегору в госизмене, его дочь была предположительно задержана на западе Украины. Согласно сообщениям СМИ, в середине апреля Мацегора сбежал в Россию.
После деоккупации украинские военные продолжили работу по вычислению коллаборационистов. По состоянию на 18 декабря в Харьковской области известно о более чем 2300 случаях сотрудничества с российской стороной. При этом открыто более 30 уголовных производств по статье «диверсия». Многие из коллаборационистов покинули область после деоккупации региона силами ВСУ.

## Последствия

### Жертвы среди мирного населения

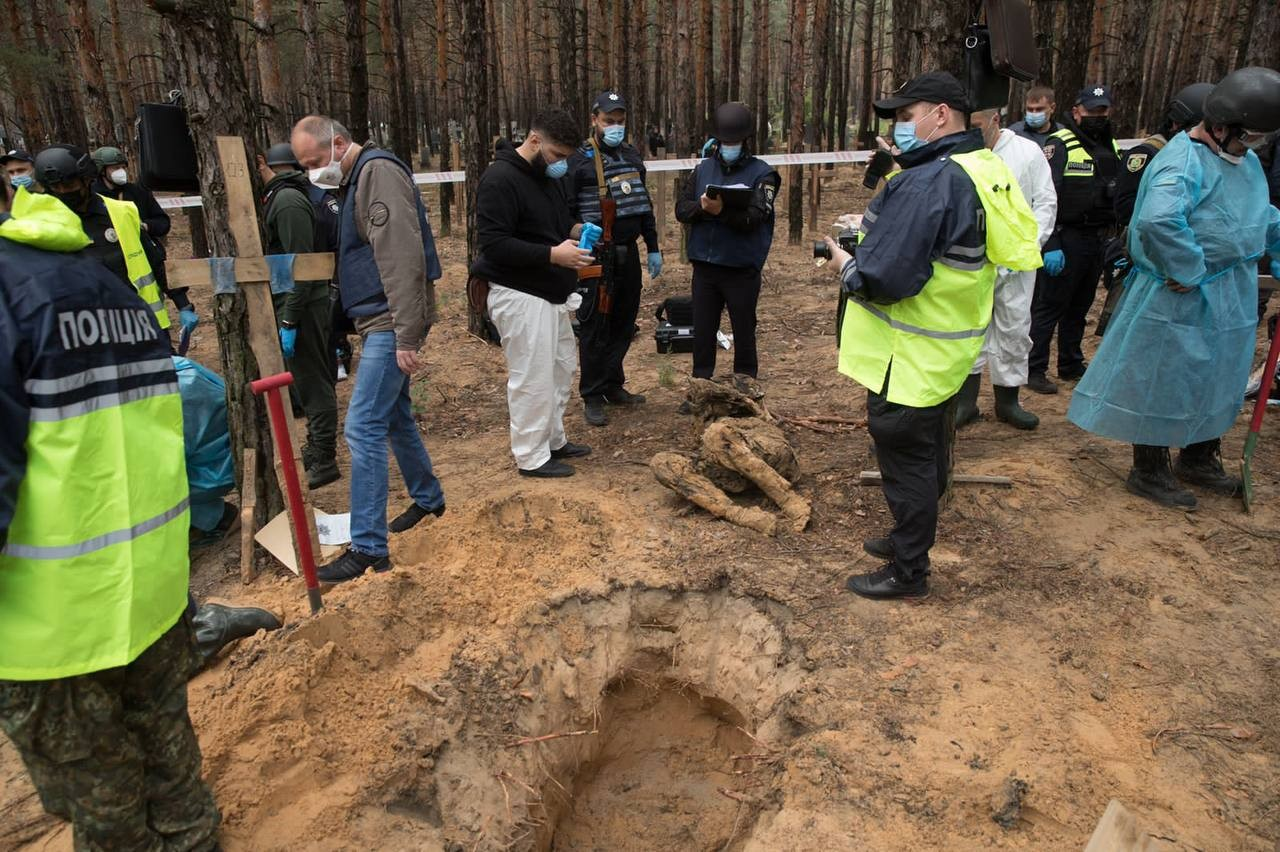
Массовое захоронение под Изюмом, 16 сентября 2022 года

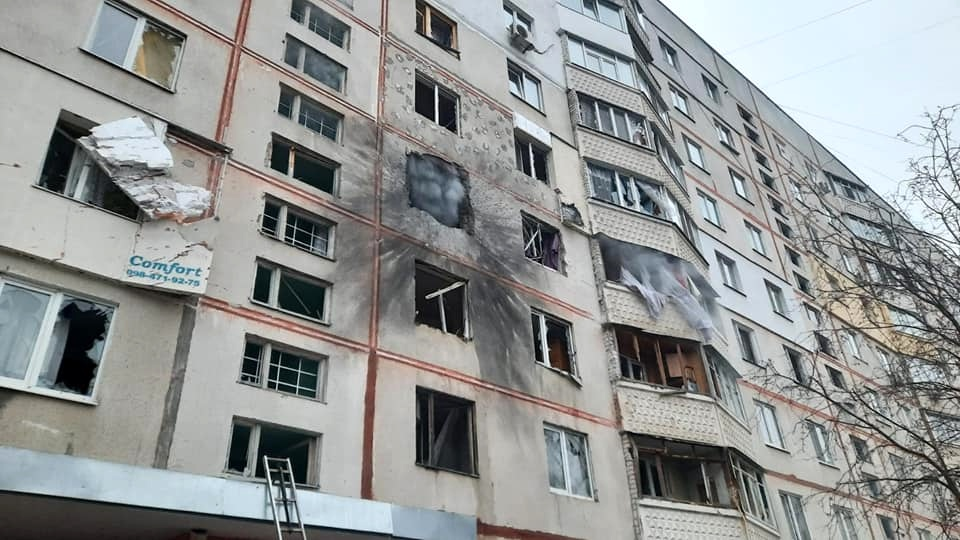
Жилой дом на Северной Салтовке после обстрела 3 марта

За первый месяц войны на территории Харьковской области погибло 272 мирных жителя, ещё 392 — были ранены. В августе руководитель Харьковской областной прокуратуры Александр Фильчаков сообщил, что с начала военных действий на территории Харькова и области погибло более тысячи гражданских лиц, среди них — 50 детей. Согласно министру внутренних дел Украины Денису Монастырскому, на 29 октября в Харьковской области были обнаружены тела 765 мирных жителей, погибших во время оккупации. Установить личности удалось только у 453 из них. 6 декабря харьковская полиция сообщила, что с февраля погибло более 1600 человек, из которых 74 — дети.
С первого дня войны люди погибают от постоянных артиллерийских и авиационных обстрелов, совершаемых российскими войсками. Среди погибших от попаданий снарядов в жилые дома — бывший узник нацистских концлагерей Борис Романченко. В начале марта в Харькове погиб и индийский студент-медик, покинувший укрытие в поисках продовольствия. Появлялись сообщения и об обстреле Россией Харьковского дома престарелых на 330 взрослых и детей-инвалидов. В августе как минимум 21 человек погиб и 44 получили ранения в результате массированных российских ракетных ударов по Харьковской области. В октябре под Купянском была обнаружена обстрелянная эвакуационная колонна с мирными жителями. Там погибло около 20 человек, среди них 10 детей.
Большое количество информации о жертвах среди гражданского населения поступило после деоккупации территорий в сентябре 2022 года. Только за октябрь-ноябрь были найдены тела 700 убитых украинцев, из них 90 % — мирные жители. Были обнаружены и массовые захоронения, одно из крупнейших — под Изюмом. В нём были захоронены 447 гражданских лиц, из них 215 женщин, 194 мужчин, 22 военнослужащих и 5 детей. Большинство людей умерли насильственной смертью, 30 из них также имели следы пыток.

### Инфраструктура

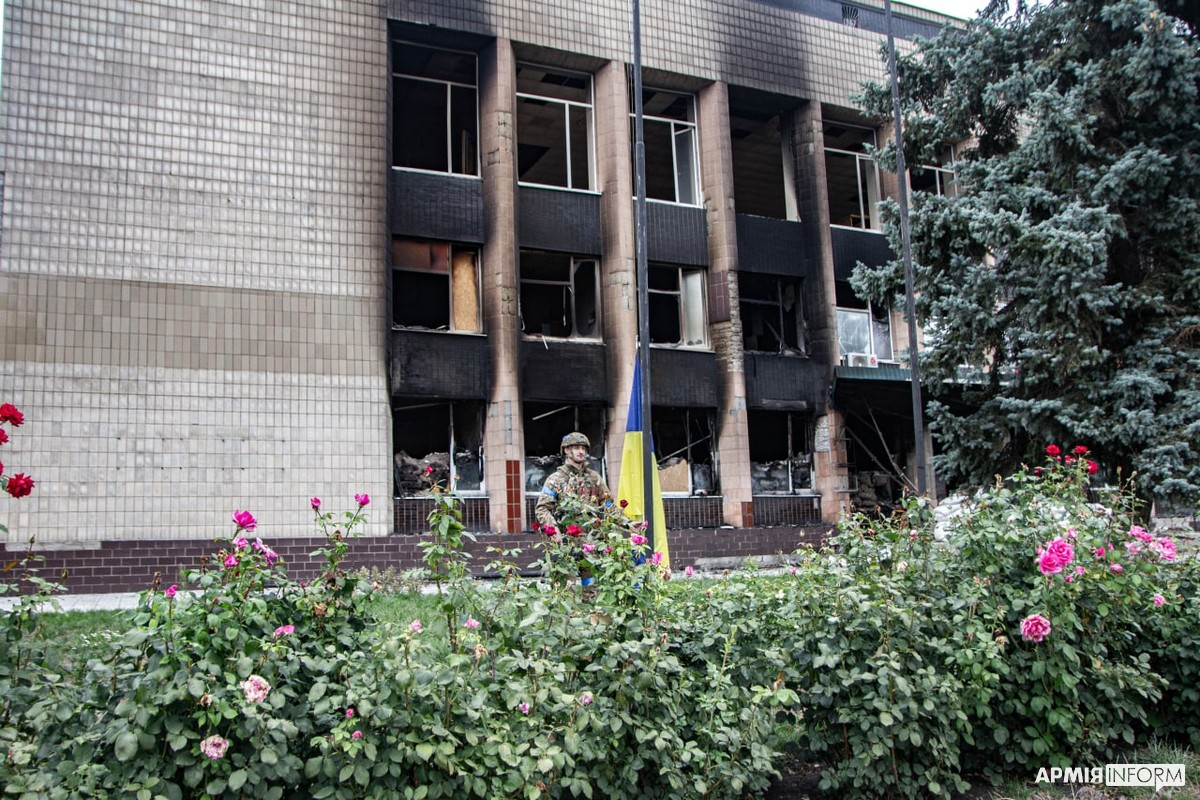
Сожжённое здание Изюмского городского совета, сентябрь 2022 года

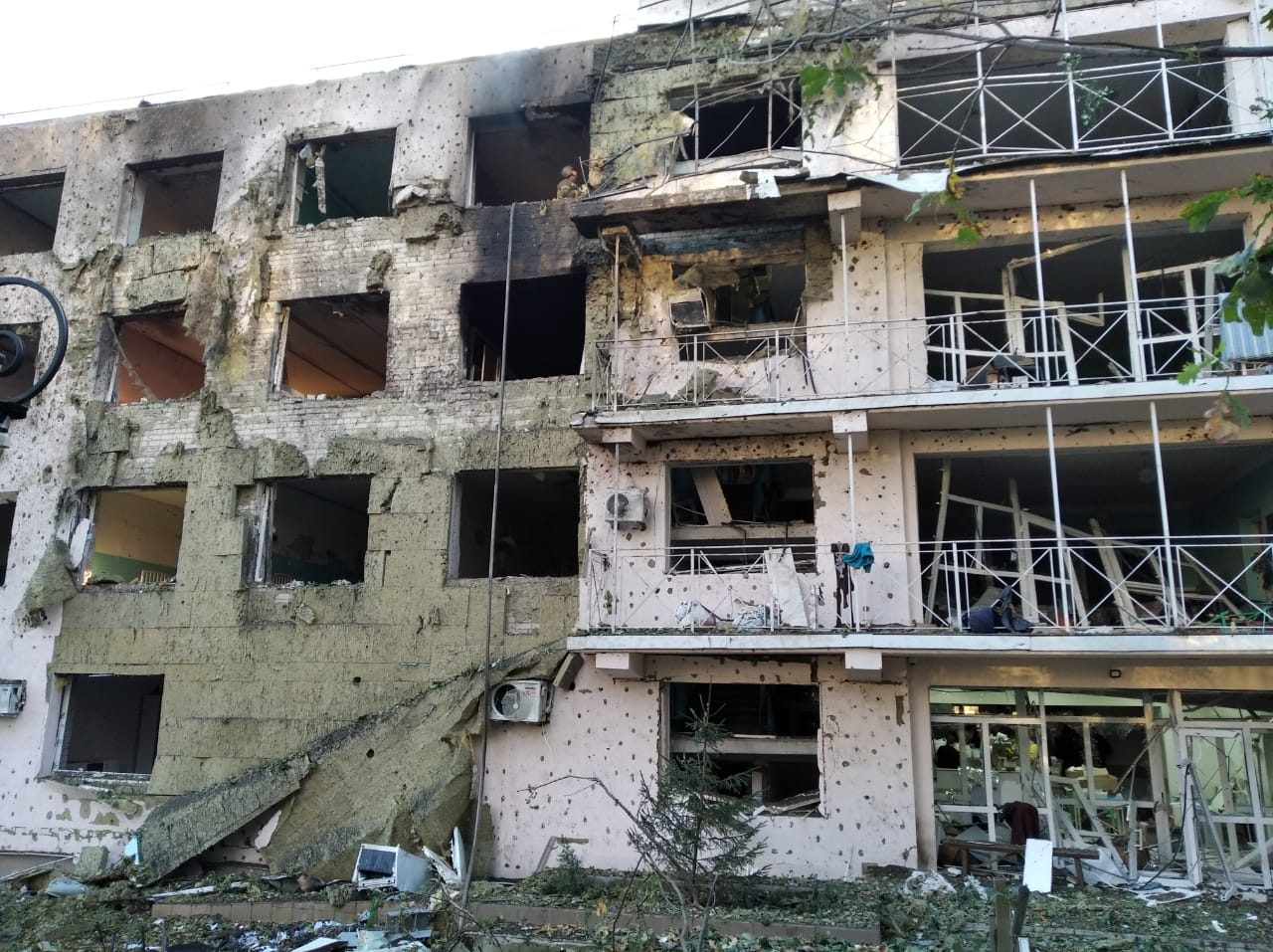
Купянская центральная городская больница после российского ракетного удара 3 октября 2022 года

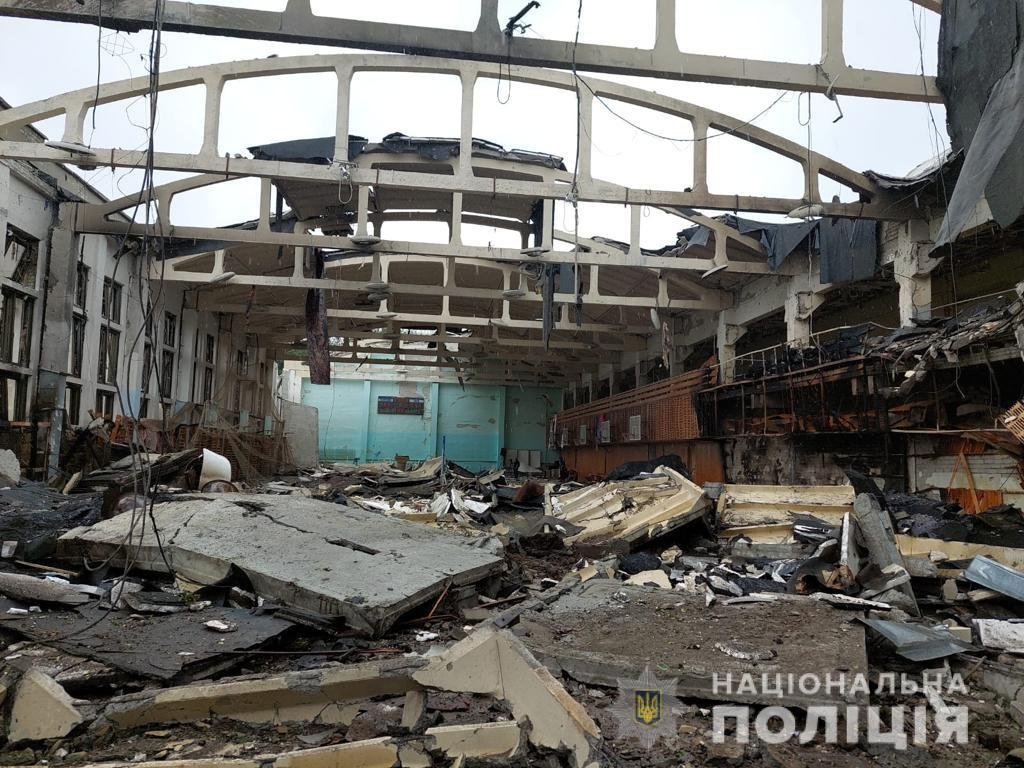
Спорткомплекс Харьковского политехнического института после обстрела

Харьковская область вошла в пятёрку наиболее пострадавших регионов по разрушениям жилищного фонда. За первый месяц войны в регионе было повреждено 909 строений, включая 485 жилых домов, 32 детских сада, 48 школ, 10 больниц и поликлиник, 117 гражданских средств передвижения. В самом Харькове было повреждено 1143 инфраструктурных объекта, из которых 998 — жилые дома. В июле глава Харьковской ОГА заявил о том, что в регионе разрушено и повреждено более 4800 объектов инфраструктуры и более 4200 жилых домов. Более 150 тысяч человек остались без жилья. Среди уничтоженных строений Харькова — здание словенского консульства. Обстрелами подвергались как центр Харькова, так и микрорайоны, включая Салтовку — крупнейший спальный район страны, в котором до войны проживали 400 тысяч человек. По городу стреляли артиллерийскими орудиями, крылатами ракетами «Калибр». 1 апреля Украина сообщила об ударе по Харькову кластерными бомбами.

### Объекты культуры
В мае министр культуры и информационной политики Украины Александр Ткаченко заявил, что в результате обстрелов российскими оккупантами Харьковской области были разрушены 94 объекта культурного наследия, 78 из которых находились в Харькове. Согласно Международной организации по охране памятников Docomomo International, в Харькове с начала войны пострадало не менее 30 объектов культурного наследия. В их число вошёл Дворец труда — бывший доходный дом, построенный по заказу страхового общества «Россия» в 1916 году. Комплекс, спроектированный петербургским архитектором Ипполитом Претро, занимал целый квартал и был поделён на три двора-колодца. 1 марта прямым попаданием снаряда было повреждено здание Харьковской областной администрации на площади Свободы, в результате чего обрушились кровля и межэтажные перекрытия. Также были разрушены многие значимые дореволюционные постройки, здание областного управления полиции, экономический факультет Национального университета им. Каразина. В результате обстрелов пострадали объекты архитектуры украинского модернизма — жилой комплекс Салтовка и Харьковский театр оперы и балета имени Н. В. Лысенко. 14 марта 2022 года ракетным ударом был уничтожен памятник архитектуры Доходный дом Масловского, где находился известный арт-паб «Старик Хэм», в котором часто собиралась представители харьковской интеллигенции и неформальных движений. Обстрелы повредили ключевую литературную достопримечательность Харькова: городское здание «Слово», построенное в 1920-х годах для украинских литераторов. Практически полностью сгорел и харьковский рынок Барабашово, общая площадь которого составляла 30 000 м². В его тушении было задействовано 70 человек.
23 марта российские войска обстреляли Мемориал жертвам тоталитаризма в Харькове, расположенный на кладбище в Пятихатском районе города. Там были захоронены жертвы сталинских репрессий 1937-38 годов. Спустя три дня в результате обстрелов пострадал монумент в виде меноры на въезде в мемориальный комплекс «Дробицкий Яр» под Харьковом, известный как место массовых расстрелов гражданского населения немецкими нацистами в 1941—1942 годах.
6 мая в результате удара был разрушен музей Григория Сковороды в селе Сковородиновка. Ранения получил 35-летний сын директора музея. Помещение музея почти полностью уничтожено, однако коллекция не пострадала — ранее она была эвакуирована в безопасное место.
В Изюме российские солдаты повредили каменные фигуры половецких баб — памятники искусства половцев, датируемые IX—XIII веком. Также пострадали или были уничтожены: здание реального училища (1882), Изюмская женская гимназия, Дом культуры «Железнодорожник», Крестовоздвиженская церковь.

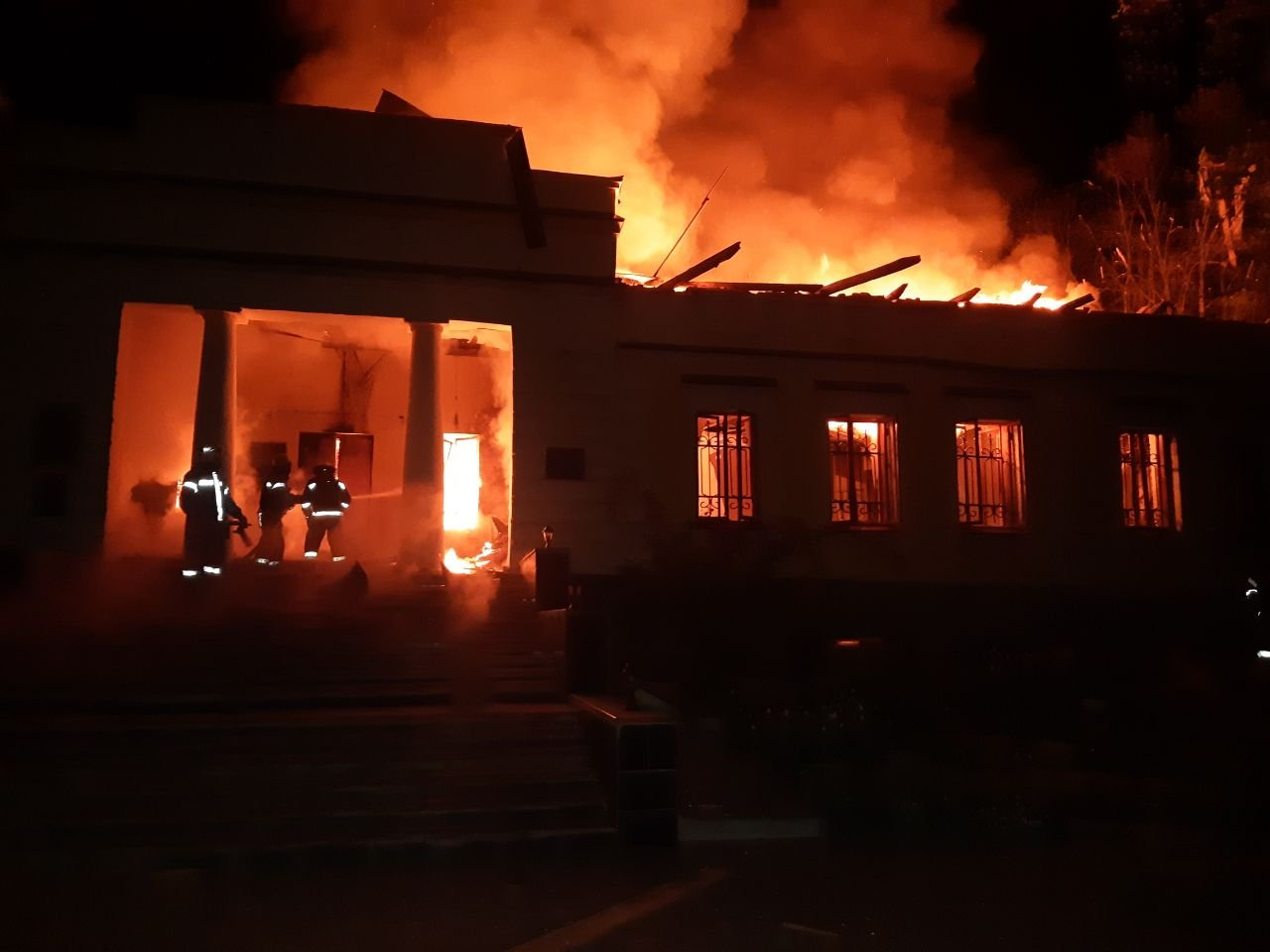
Пожар в музее Григория Сковороды после российского обстрела
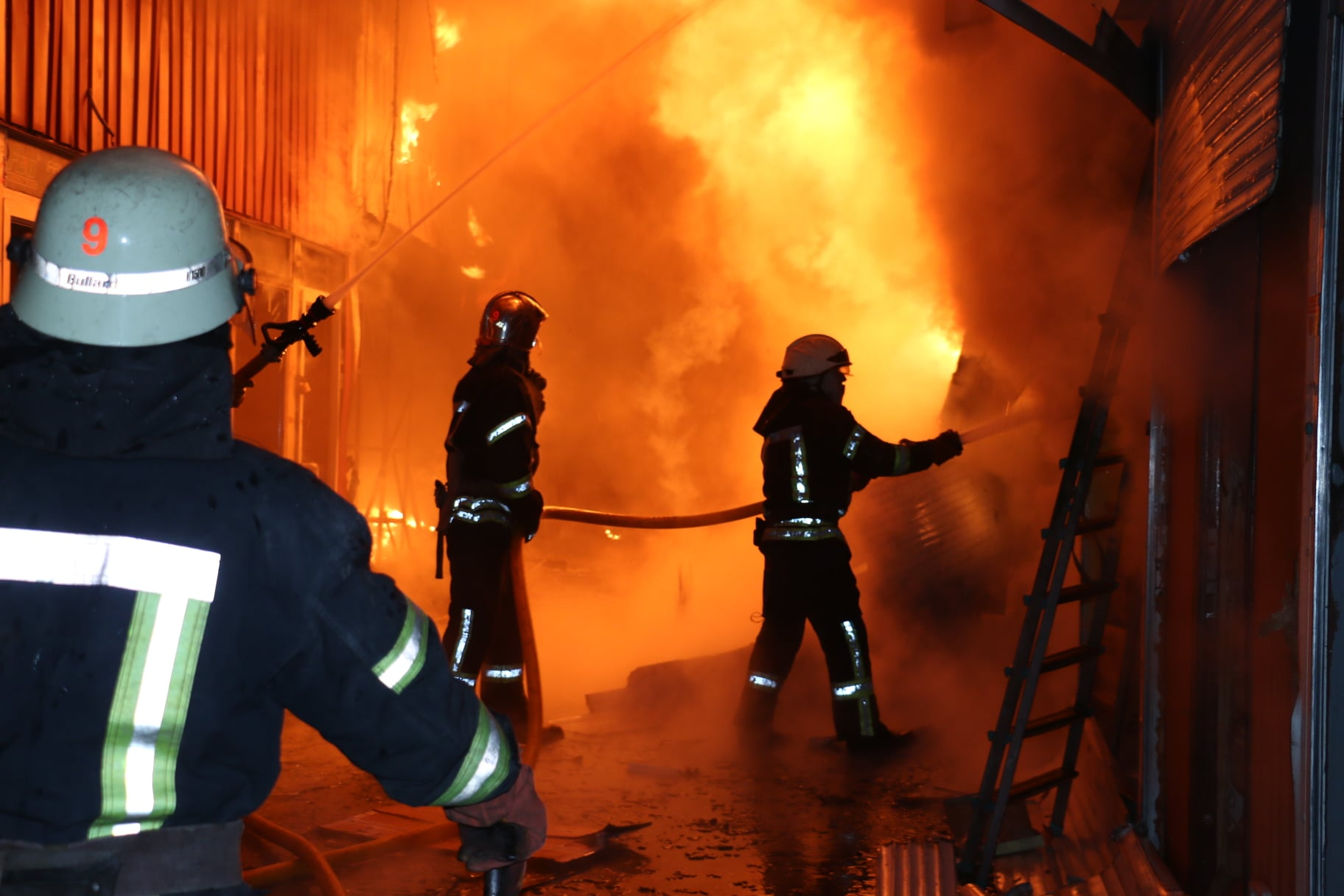
Пожар на харьковском рынке Барабашово
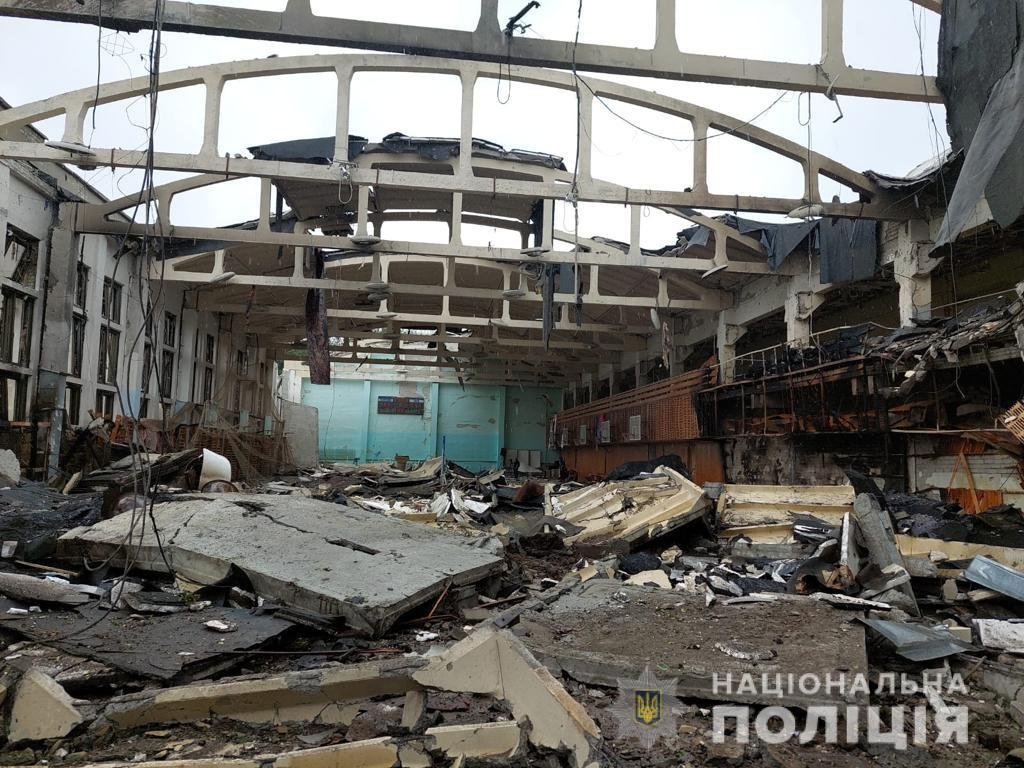
Спорткомплекс Харьковского политехнического института после обстрела
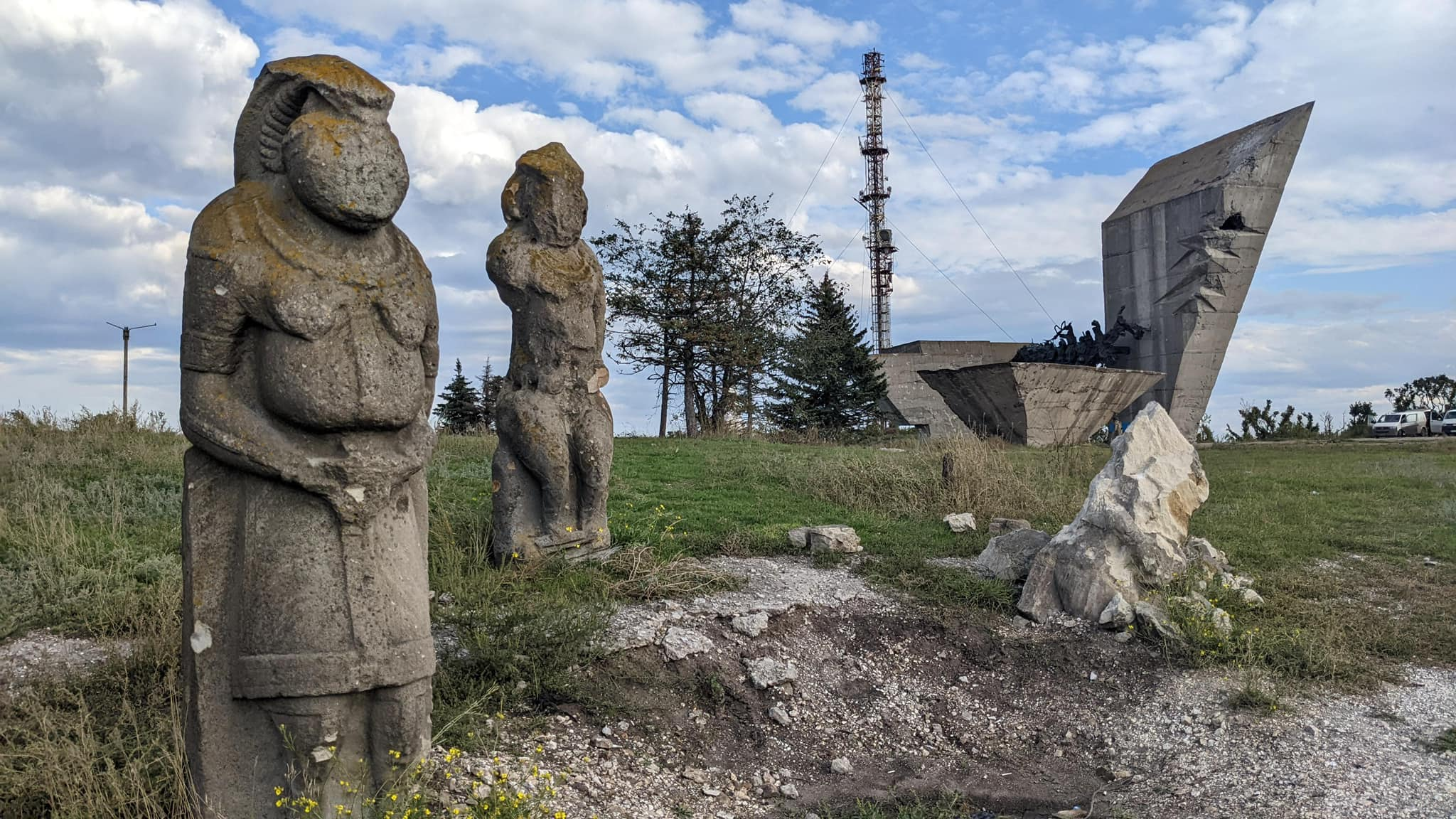
Разбитая половецкая баба и повреждённый военный мемориал на горе Кременец
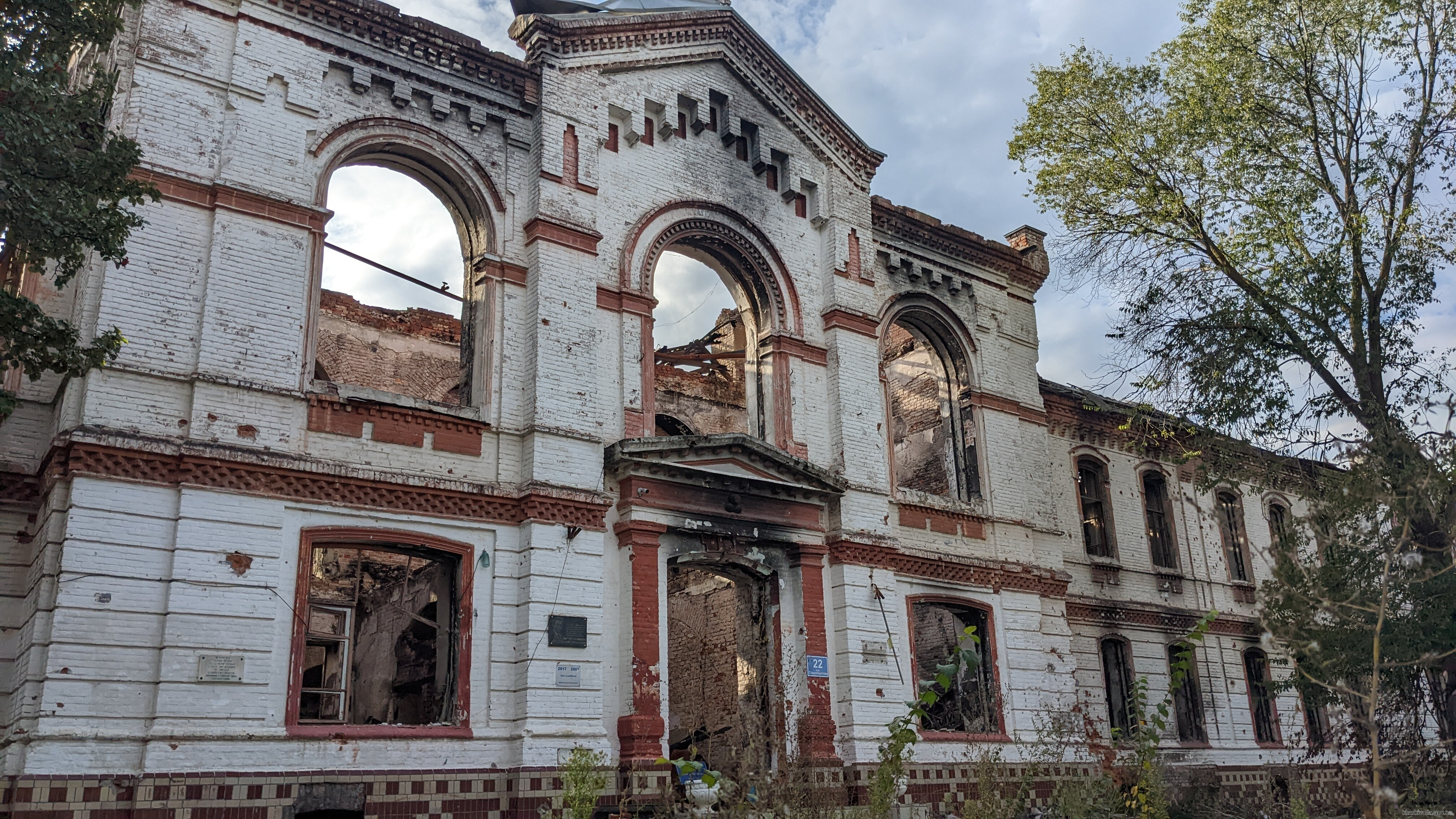
Здание реального училища (1882) в Изюме
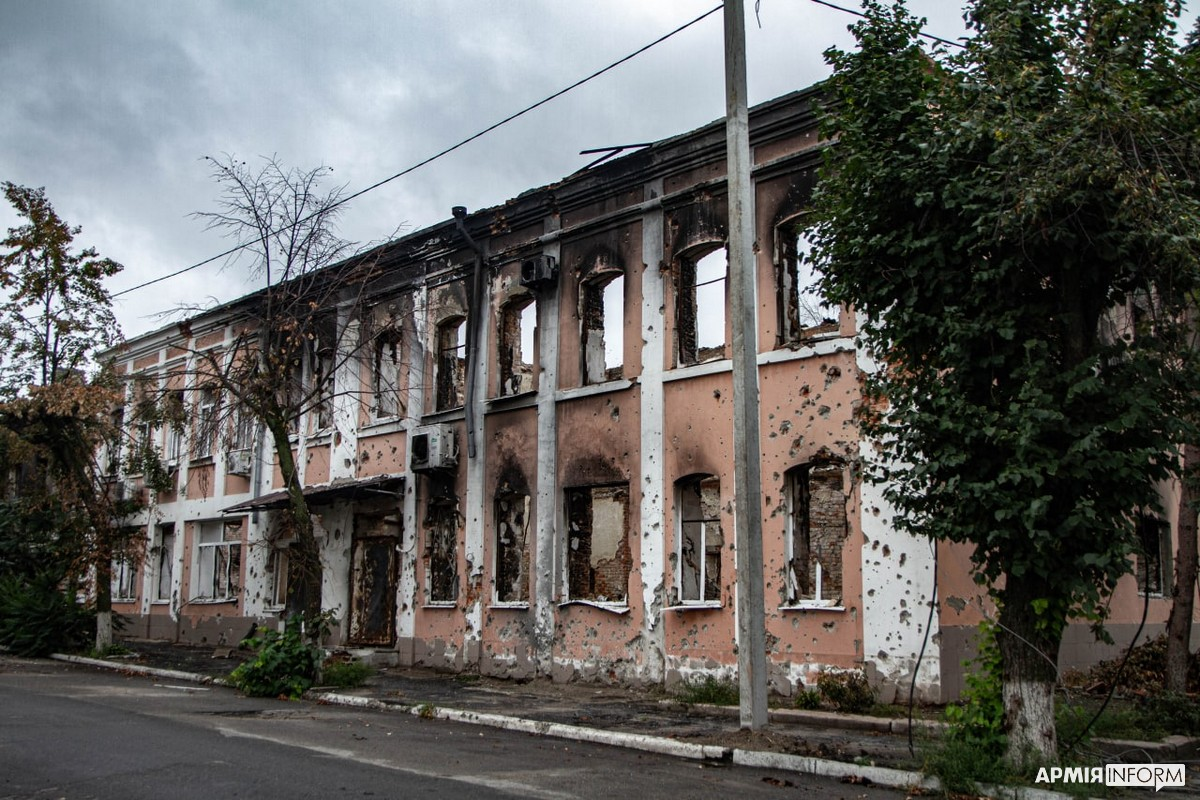
Здание управления труда и социальной защиты (XIX век) в Изюме
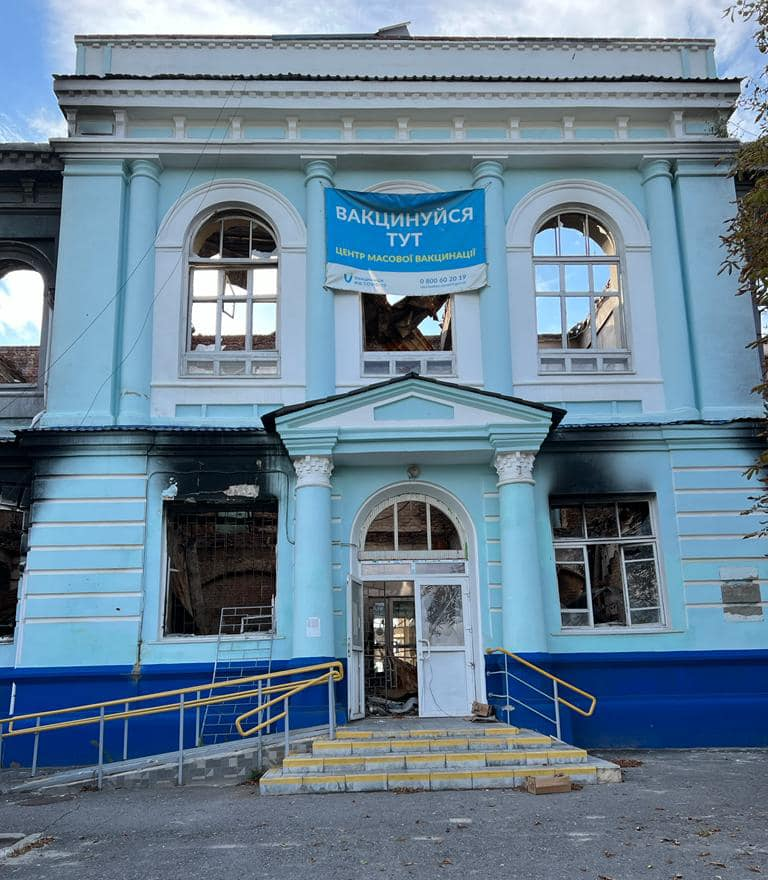
Здание Изюмской женской гимназии в Изюме
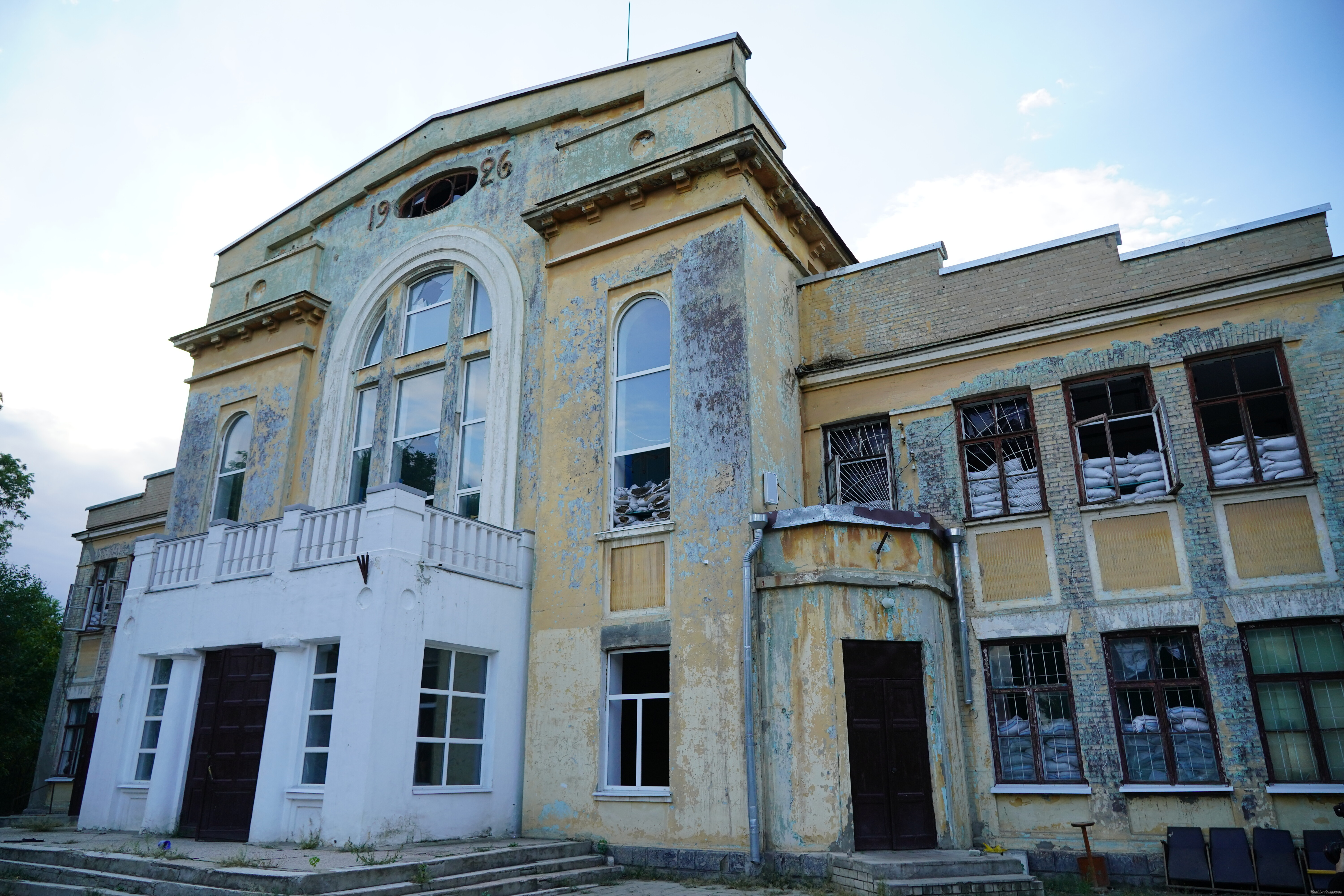
Дом культуры «Железнодорожник» в Изюме
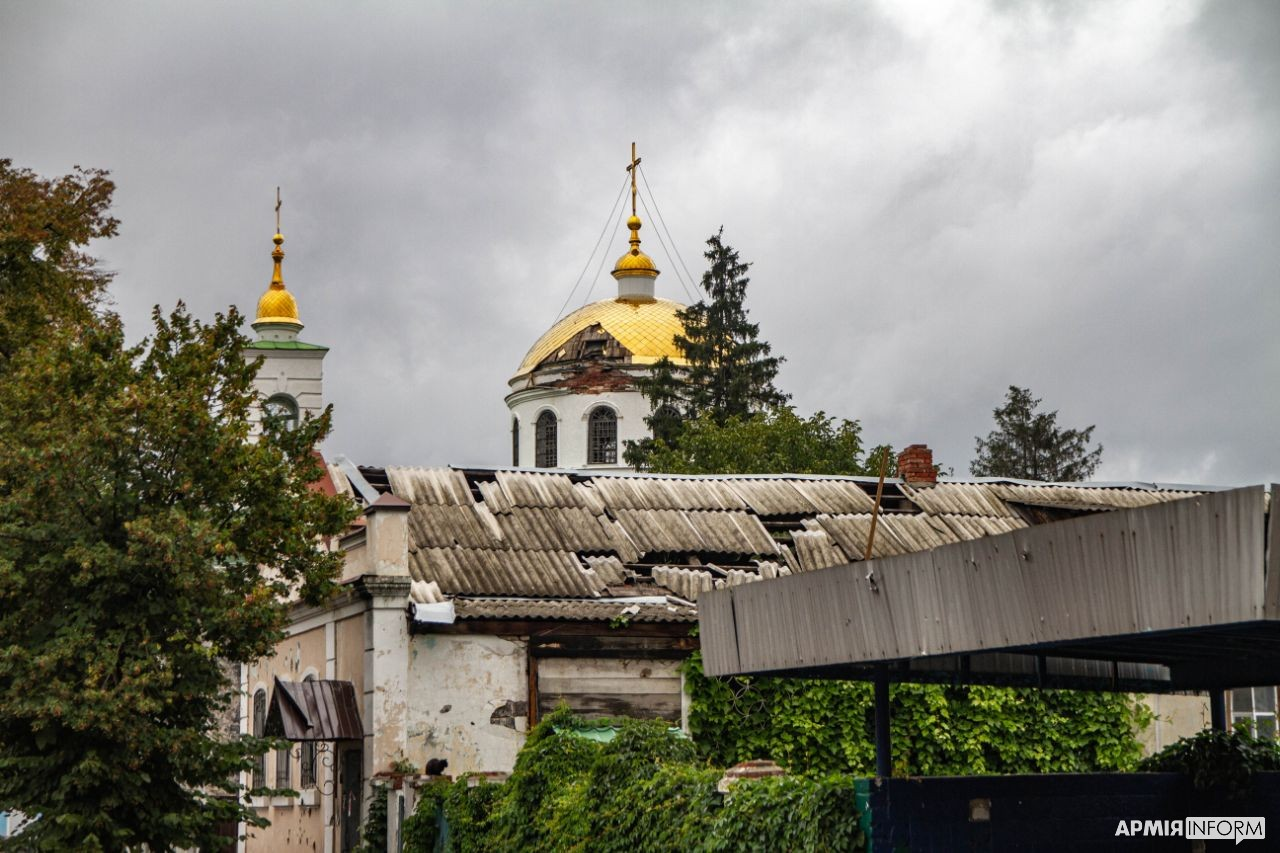
Крестовоздвиженская церковь в Изюме

### Экологический ущерб
Военные действия привели к разрушению почвенного и растительного покрова, гибели животных, загрязнению воздуха и воды, разрушению ландшафтов, пожарам в лесах Харьковской области. В начале войны эксперты МАГАТЭ также зафиксировали попадание в хранилище ядерных отходов под Харьковом. В сентябре Государственная экологическая инспекция Украины исследовала деоккупированные территории Харьковской области. Эксперты оценили нанесённый экологии вред в 80 млрд гривен. Офис прокурора Харьковской области оценил масштаб экологического ущерба, нанесённого региону российской армией, в $25 млн.

## Расследование военных преступлений
В апреле Офис Генерального прокурора Украины сообщил о расследовании в отношении трёх российских лётчиков, подозреваемых в бомбардировке гражданских объектов в Харьковской области.
В сентябре Независимая международная комиссия по расследованию на Украине опубликовала отчёт, согласно которому в Харьковской области были совершены военные преступления — намеренное уничтожение жилых зданий и других объектов гражданской инфраструктуры, включая здания школ и больниц. Неправительственные организации по расследованию нарушений прав человека Human Rights Watch и Amnesty International также зафиксировали факт применения кассетных боеприпасов с жертвами среди мирного населения в жилых районах Харькова. Был подтверждён и факт применения солдатами РФ запрещённой международным гуманитарном правом противопехотной мины ПОМ-3. Эксперты Bellingcat также обнаружили свидетельства использования Россией кассетных бомб в жилых районах, в результате которых погибли как минимум 13 и получили ранения 47 гражданских лиц.
Были подтверждены и случаи насилия по отношению к мирным гражданам. Так, в начале марта правозащитники Human Rights Watch зафиксировали изнасилование и избиение жительницы села Малая Рогань. После деоккупации Харьковской области были зафиксированы случаи пыток в отношении местного населения в городе Изюм.
В декабре Генеральная прокуратура Украина опубликовала имена шести российских генералов, предположительно причастных к организации вторжения российских войск на территорию Харьковской области и к жертвам среди гражданского населения:
- заместитель командующего Западным военным округом генерал-майор Т. М. Трубиенко;
- командующий 20-й общевойсковой армией генерал-лейтенант А. С. Иванаев;
- начальник штаба 20-й общевойсковой армии генерал-майор А. Ю. Пятаев;
- командующий 1-й танковой армией генерал-майор М. А. Терещенко;
- командир 3-й мотострелковой дивизии генерал-майор О. В. Авдеев;
- командир 144-й мотострелковой дивизии генерал-майор В. В. Слепцов.